# Банацкий, Анатолий Фотеевич
Анато́лий Фоте́евич Бана́цкий (укр. Анатолій Фотійович Банацький; 1978, Кричильск) — украинский военнослужащий, главный сержант, участник российско-украинской войны. Герой Украины (2024).

## Биография
До полномасштабного вторжения России в Украину Анатолий Банацкий работал водителем и занимался ремонтами в Ровненской области. После начала войны в 2022 году он добровольно пошёл в военкомат и настоял на зачислении в боевую бригаду, несмотря на то, что ему было 44 года. Он служит в составе 128-й отдельной горно-штурмовой Закарпатской бригады.
В ходе боевых действий на Запорожском направлении, особенно в районе села Копани, Банацкий выполнял поставленные задачи, участвовал в штурмовых операциях, эвакуировал раненых и погибших товарищей. Благодаря слаженным действиям его подразделения удалось оттеснить противника, занять его опорный пункт и закрепиться на определённых рубежах.

## Награды
- Звание «Герой Украины» с удостоением ордена «Золотая Звезда» (2 февраля 2024) — за личное мужество и героизм, проявленные в защите государственного суверенитета и территориальной целостности Украины, верность военной присяге[1].